# Uma Thurman

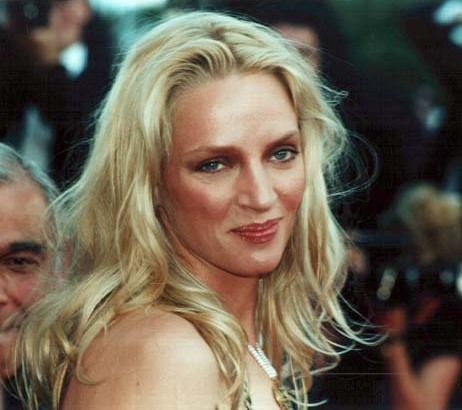
Thurman na Filmovém festivalu v Cannes v roce 2000.

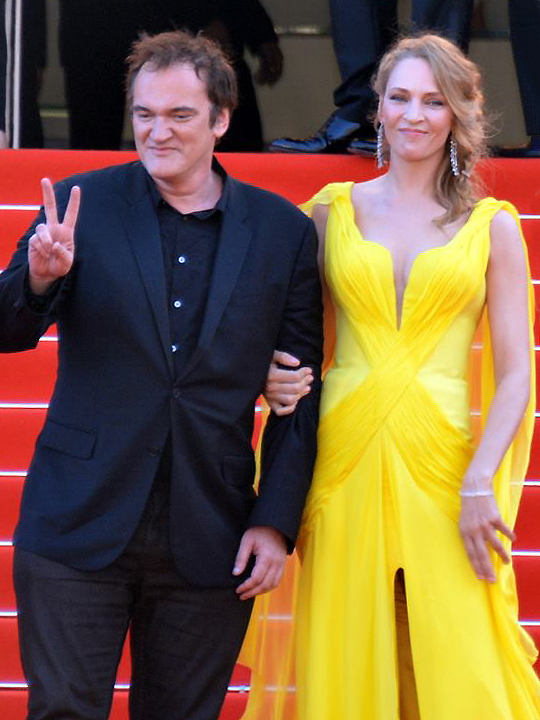
S Quentinem Tarantinem na Filmovém festivalu v Cannes 2014

Uma Karuna Thurman (* 29. dubna 1970 Boston, Massachusetts) je americká herečka, která proslula rolí manželky Mii mafiána Marselluse Wallace ve filmu Pulp Fiction: Historky z podsvětí. Další výraznou postavu nevěsty ztvárnila ve dvoudílném filmu Kill Bill.

## Život
Narodila se v roce 1970 v Bostonu matce Nene, bývalé modelce a otci Robertovi, profesorovi buddhismu. Má tři bratry Gandena, Mipama, Dechena, kteří dostali, stejně jako ona, jméno z buddhistické mytologie. V patnácti letech se rozhodla pokračovat ve studiu v New Yorku obor herectví. Dále herectví studovala na Professional Children’s School. Peníze si vydělávala jako modelka, ale také se musela rozhodnout pro práci pomocné síly v kuchyni.

## Filmografie
| Rok  | Název                             | Role                                       | Poznámky |
| ---- | --------------------------------- | ------------------------------------------ | -------- |
| 1987 | Dobrou Chuť, Mami                 | Laura                                      |          |
| 1988 | Johnny, buď hodný                 | Georgia Elkans                             |          |
| 1988 | Dobrodružství Barona Prášila      | Venuše/Rose                                |          |
| 1988 | Nebezpečné známosti               | Cécile de Volanges                         |          |
| 1990 | Tam, kde je srdce                 | Daphne McBain                              |          |
| 1990 | Henry a June                      | June Miller                                |          |
| 1991 | Robin Hood                        | Mariana                                    |          |
| 1992 | Mrazivá vášeň                     | Diana Baylor                               |          |
| 1992 | Jennifer 8                        | Helena Robertson                           |          |
| 1993 | Vzteklej pes a Glorie             | Glory                                      |          |
| 1993 | I na kovbojky občas padne smutek  | Sissy Hankshaw                             |          |
| 1994 | Pulp Fiction: Historky z podsvětí | Mia Wallace                                |          |
| 1995 | Měsíc u jezera                    | slečna Beaumontová                         |          |
| 1996 | Nádherný holky                    | Andera                                     |          |
| 1996 | Proč kočka není pes?              | Noelle Slusarsky                           |          |
| 1997 | Gattaca                           | Irene Cassini                              |          |
| 1997 | Batman a Robin                    | Pamela Isleyová / Poison Ivy               |          |
| 1998 | Bídníci                           | Fantine                                    |          |
| 1998 | Mstitelé                          | Emma Peel                                  |          |
| 1999 | Sladký ničema                     | Blanche                                    |          |
| 2000 | Vatel                             | Anne de Montausier                         |          |
| 2000 | Zlatá číše                        | Charlotte Stant                            |          |
| 2001 | Přiznání                          | Amy Randall                                |          |
| 2001 | Chelsea Walls                     | Grace                                      |          |
| 2003 | Výplata                           | Rachel Porter                              |          |
| 2003 | Kill Bill                         | Nevěsta, Beatrix Kiddo, Arlene Machiavelli |          |
| 2004 | Kill Bill 2                       | Nevěsta, Beatrix Kiddo, Arlene Machiavelli |          |
| 2005 | Buď v klidu                       | Edie Athens                                |          |
| 2005 | Prime                             | Rafi Gardet                                |          |
| 2005 | Producenti                        | Ulla                                       |          |
| 2006 | Moje superbejvalka                | Jenny Johnson alias G-Girl                 |          |
| 2007 | Pocit viny                        | Diana McFee                                |          |
| 2008 | Vdaná snoubenka                   | Emmeline (Emma) Lloyd                      |          |
| 2009 | Mateřské galeje                   | Eliza Welsh                                |          |
| 2010 | Percy Jackson: Zloděj blesku      | Medúsa                                     |          |
| 2010 | Svatební obřad                    | Zoe                                        |          |
| 2012 | Miláček                           | Madeleine Forestier                        |          |
| 2012 | Chlap na roztrhání                | Patti King                                 |          |
| 2013 | Mládeži nepřístupno               | Lois Lane                                  |          |
| 2013 | Nymfomanka                        | Mrs. H                                     |          |
| 2015 | Dokonalý šéf                      | Simone                                     |          |
| 2018 | Temné osnovy                      | Madame Duret                               |          |
| 2018 | Jack staví dům                    | Lady 1                                     |          |
| 2018 | Angláni na útěku                  | Harriet Fox                                |          |
| 2020 | Děda, postrach rodiny             | Sally Decker                               |          |
| 2022 | Hollywoodská Stargirl             | Roxanne Martel                             |          |
| 2023 | Červená, bílá a královsky modrá   | Ellen Claremont                            |          |
| 2023 | Ateliér smrti                     | Patrice                                    |          |
| 2025 | Old Guard: Nesmrtelní 2           | Discord                                    |          |